# Ann Hearn
Pour les articles homonymes, voir Hearn.
Ann Hearn est une actrice américaine, née le 27 juin 1953 à Griffin, en Géorgie (États-Unis).

## Biographie

### Vie privée
Elle est l'épouse de l'acteur Stephen Tobolowsky.

## Filmographie
- 1982 : Le Promeneur de l'éternité (Time Walker) : Coed #4
- 1984 : Les Poupées de l'espoir (The Dollmaker) (TV) : Max
- 1986 : Nobody's Fool : Linda
- 1987 : Prise au piège (Deadly Care) (TV)
- 1988 : Two Idiots in Hollywood (en) de Stephen Tobolowsky : Morris Franklin / Girl in Ed. Room
- 1988 : Les Accusés (The Accused) de Jonathan Kaplan : Sally Fraser
- 1989 : The Final Days (TV)
- 1990 : Miroir (Mirror, Mirror): Mrs. Perlili
- 1991 : La Malédiction 4 : L'Éveil (Omen IV: The Awakening) (TV) : Jo Thueson, York's Nanny
- 1991 : Dutch : Riva Malloy
- 1992 : Lorenzo (Lorenzo's Oil) de George Miller : Loretta Muscatine
- 1993 : Quand l'esprit vient aux femmes (Born Yesterday) : Mrs. Banks
- 1993 : Josh and S.A.M. de Billy Weber (en) : Teacher
- 1994 : My Father, ce héros (My Father the Hero) : Stella
- 1995 : Une mort à petites doses (en) (Death in Small Doses) de Sondra Locke (TV)
- 1996 : Coup de circuit (Sticks and Stones) : Mouth's Mom
- 1996 : The War at Home : Prof. Tracey
- 2004 : Frankie and Johnny Are Married : Constance